# Disseny assistit per ordinador
Disseny assistit per ordinador (DAO) és l'ús d'ordinadors per ajudar en la creació, modificació, anàlisi o optimització en el disseny d'un producte. Aquest programari s'utilitza per augmentar la productivitat del dissenyador, millorar la qualitat del disseny, millorar les comunicacions mitjançant la documentació i crear una base de dades per a la fabricació. Els dissenys realitzats mitjançant programari CAD són útils per protegir els productes i les invencions quan s'utilitzen en sol·licituds de patent. La sortida CAD sovint es presenta en forma de fitxers electrònics per a la impressió, el mecanitzat o altres operacions de fabricació. Els programes de software actuals van des de sistemes de dibuix tècnic bidimensionals fins a modelatge de sòlids i superfícies tridimensionals. Sovint s'utilitzen les paraules i l'abreviació angleses Computer-Aided Design i CAD.
El seu ús en el disseny de sistemes electrònics es coneix com a automatització del disseny electrònic (EDA). En disseny mecànic es coneix com a automatització del disseny mecànic (MDA), que inclou el procés de creació d'un dibuix tècnic amb l'ús de programari informàtic.
El programari CAD per al disseny mecànic utilitza gràfics basats en vectors per representar els objectes del dibuix tradicional, o també pot produir gràfics ràster que mostren l'aspecte general dels objectes dissenyats. Tanmateix, implica més que no només formes. Igual que en la redacció manual de dibuixos tècnics i d'enginyeria, la sortida del CAD ha de transmetre informació, com ara materials, processos, dimensions i toleràncies, d'acord amb les convencions específiques de l'aplicació.
El CAD es pot utilitzar per a dissenyar corbes i figures en un espai bidimensional (2D); o corbes, superfícies i sòlids en l'espai tridimensional (3D).
CAD és un art industrial important que s'utilitza àmpliament en moltes aplicacions, incloses les indústries de l'automoció, la construcció naval i aeroespacial, el disseny industrial i arquitectònic, les pròtesis i moltes més. El CAD també s'utilitza àmpliament per a produir animacions per ordinador per a efectes especials en pel·lícules, publicitat i manuals tècnics, sovint anomenada creació de contingut digital DCC. La ubiqüitat i el poder moderns dels ordinadors fan que fins i tot les ampolles de perfum i els dispensadors de xampú es dissenyin utilitzant tècniques desconegudes pels enginyers dels anys 60. A causa de la seva enorme importància econòmica, el CAD ha estat una força impulsora important per a la investigació en geometria computacional, gràfics per ordinador (tant de maquinari com de programari) i de geometria diferencial discreta.
El disseny de models geomètrics per a formes d'objectes, en particular, s'anomena disseny geomètric assistit per ordinador (CAGD).

## Orígens i terminologia

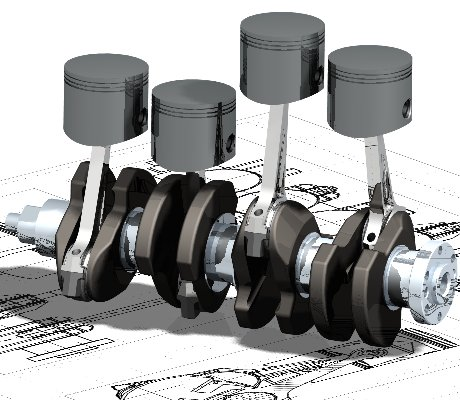
Vista obliqua d'un motor de quatre cilindres en línia amb pistons.

CAD originalment significava Computer-Aided Drafting or Designing,«Disseny o esborrany assistit per ordinador» degut al seu ús original com a substitut de l'esborrany tradicional. Ara, CAD, habitualment significa Computer Aided Design per a reflectir el fet que el programari fa més que esborranys. Acrònims relacionats són CADD, que significa «Computer-Aided Design and Drafting», CAID per a «Computer-Aided Industrial Desgin» i CAAD, per a «Computer-Aided Architectural Design». Tots aquests termes són essencialment sinònims, però hi ha algunes diferències subtils en el significat i l'aplicació.

## Utilització

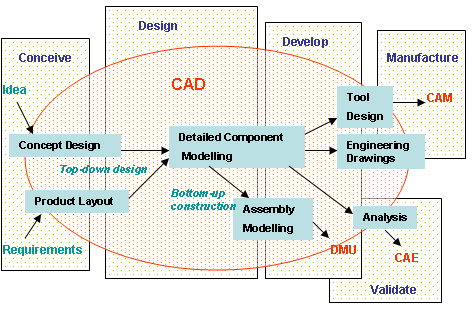
El procés de CAD.

El CAD es fa servir per a dissenyar, desenvolupar i optimitzar productes, que poden ser béns utilitzats per consumidors finals o béns intermedis fets servir per altres productes. El CAD és també molt utilitzat al disseny d'eines i maquinària utilitzada en la manufactura de components, i el disseny tècnic de tota mena de construccions, des del tipus residencial petit (cases) fins a les estructures comercials i industrials més grans (hospitals i fàbriques).
El CAD es fa servir principalment per obtenir models 3D d'enginyeria detallats i/o dibuixos 2D de components físics, però també es fa servir a través del procés d'enginyeria des del disseny conceptual i extern dels productes, passant per l'anàlisi dinàmica i de forces de muntatges, fins a la definició dels mètodes de manufactura dels components.
El CAD ha esdevingut una tecnologia especialment important, dintre de l'àmbit de les Tecnologies assistides per ordinador (Computer Aided technologies), amb beneficis com ara costos de desenvolupament de producte més baixos i cicles de vida altament reduïts. El CAD permet visualitzar i avaluar un disseny de manera virtual abans de la seva fabricació, estalviant així els costos associats al 'prova i error' propi del métode artesanal.

## Tipus
Hi ha diversos tipus de CAD, cada un d'ells requereix que l'operador pensi de manera diferent sobre com utilitzar-los i dissenyar els seus components virtuals d'una manera diferent per a cadascun.
2D CAD
Hi ha molts productors de sistemes 2D de gamma baixa, incloent una sèrie de programes gratuïts i de codi obert. Aquests ofereixen una aproximació al procés de dibuix sense tota la molèstia de fer a l'escala i la col·locació al full de dibuix que acompanya el dibuix manual, ja que es poden ajustar segons sigui necessari durant la creació de l'esborrany final.
3D CAD
El wireframe 3D és bàsicament una extensió del dibuix en 2D (no s'utilitza sovint avui en dia) a un espai tridimensional. Cada línia s'ha d'inserir manualment al dibuix. El producte final no té propietats de massa associades i no pot afegir-hi característiques directament, com ara forats. L'operador els aborda d'una manera similar als sistemes 2D, encara que molts sistemes 3D permeten utilitzar el model d'estructura de filferro per fer les vistes finals del dibuix d'enginyeria.
Els sòlids "dumb" en 3D es creen d'una manera anàloga a les manipulacions d'objectes del món real (no s'utilitzen sovint avui en dia). Les formes geomètriques tridimensionals bàsiques (prismes, cilindres, esferes, rectangle) tenen volums sòlids afegits o restants com si s'assemblessin o tallessin objectes del món real. Les vistes projectades bidimensionals es poden generar fàcilment a partir dels models. Els sòlids 3D bàsics no solen incloure eines per permetre fàcilment el moviment dels components, establir els seus límits al seu moviment o identificar interferències entre components.
Hi ha dos tipus de modelatge sòlid en 3D:
- El modelatge paramètric permet a l'operador utilitzar el que s'anomena "intenció de disseny". Els objectes i les característiques es creen modificables. Qualsevol modificació futura es pot fer canviant com es va crear la peça original. Si s'ha pensat que una característica es localitza des del centre de la peça, l'operador l'ha de localitzar des del centre del model. La característica es podria localitzar utilitzant qualsevol objecte geomètric que ja estigui disponible a la peça, però aquesta col·locació aleatòria derrotaria la intenció del disseny. Si l'operador dissenya la peça tal com funciona, el modelador paramètric és capaç de fer canvis a la peça mantenint les relacions geomètriques i funcionals.

- El modelatge directe o explícit ofereix la possibilitat d'editar geometria sense un arbre històric. Amb el modelatge directe, un cop s'utilitza un esbós per crear geometria, l'esbós s'incorpora a la nova geometria i el dissenyador només modifica la geometria sense necessitat de l'esbós original. Igual que amb el modelatge paramètric, el modelatge directe té la capacitat d'incloure les relacions entre la geometria seleccionada (per exemple, la tangència, la concentricitat).

FreeForm CAD
Els sistemes de gamma alta ofereixen la capacitat d'incorporar més característiques orgàniques, estètiques i ergonòmics als dissenys. El modelatge de superfícies de forma lliure sovint es combina amb sòlids per permetre al dissenyador crear productes que s'adaptin a la forma humana i als requisits visuals, així com que s'interfacin amb la màquina.

## Camps d'ús
- Indústria de l'Arquitectura, Enginyeria i Construcció (AEC)
- Enginyeria mecànica
- Automatització de disseny electrònic (EDA)
- Enginyeria elèctrica
- Planificació del procés de fabricació
- Disseny industrial
- Disseny de roba i tèxtil
- Disseny de jardins
- Disseny d'il·luminació
- Medicina
- Disseny de producció

## Capacitats

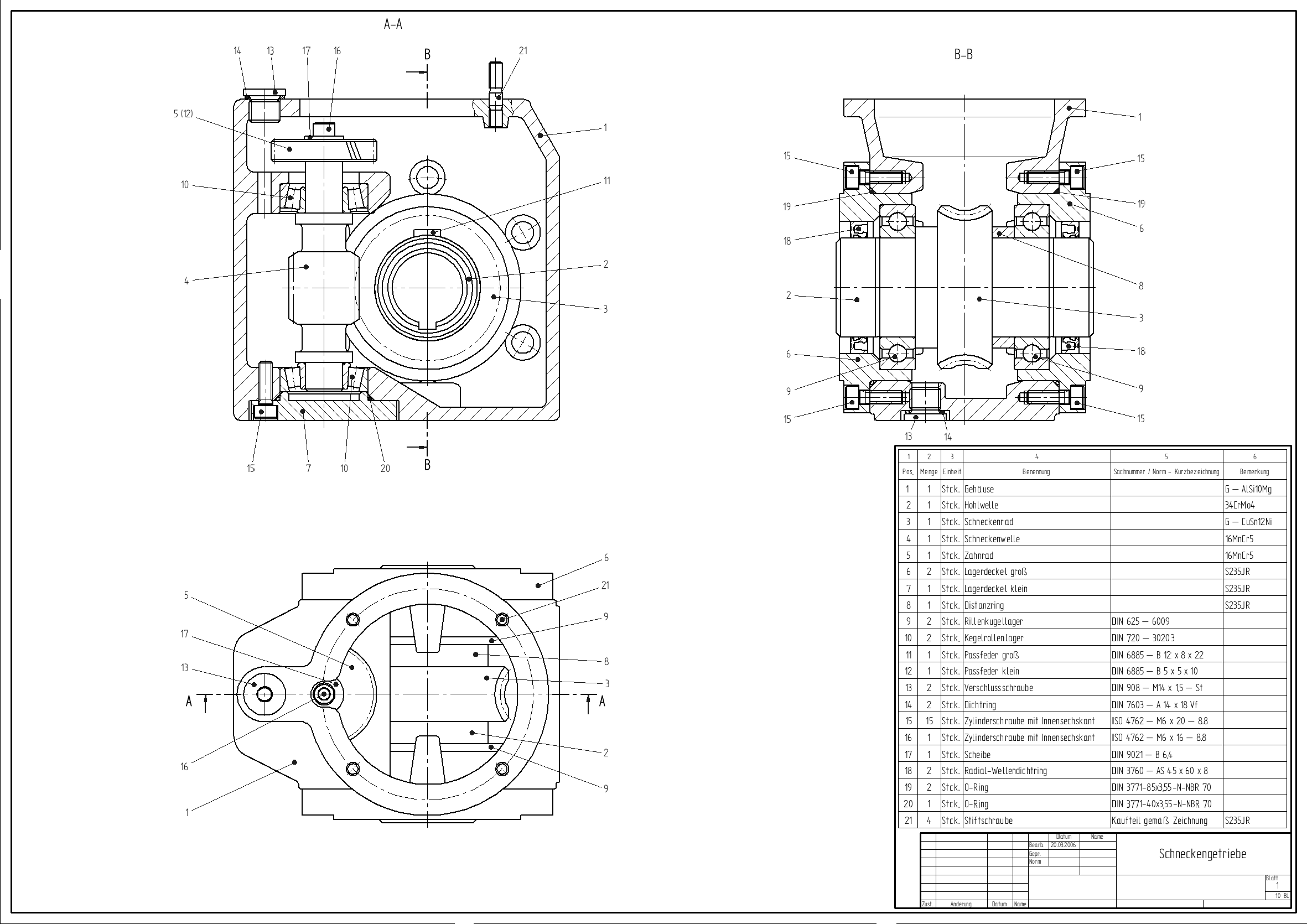
Exemple de dibuix d'enginyeria CAD.

Les capacitats dels sistemes CAD moderns inclouen:
- Creació de geometries de filferro (Wireframe)
- Modelatge de sòlids
- Modelatge de superfícies
- Disseny automatitzat de muntatges, que són col·leccions d'altres parts o muntatges
- Creació de dibuixos d'enginyeria a partir de models sòlids
- Reutilització de components de disseny
- Facilitat de modificació del disseny d'un model i la producció de múltiples versions
- Generació automàtica de components estàndard del disseny
- Validació/verificació contra especificacions i regles de disseny
- Simulació de dissenys sense construir prototips físics
- Sortida de documentació d'enginyeria, com ara dibuixos de fabricació, i factures de materials per a reflectir el cost de fabricació
- Rutines d'Importació/Exportació de/a dades d'intercanvi amb altres programes
- Sortida de les dades de disseny directament als centres de producció
- Sortida directa cap a una màquina de prototipatge ràpid o fabricació ràpida per a prototips industrials
- Mantenir biblioteques de parts i muntatges
- Calcular propietats de massa de les parts i els muntatges
- Assistir a la visualització amb ombres, rotació, eliminació de línies ocultes, etc.
- Associacions paramètriques bi-direccionals (la modificació de qualsevol característica és reflectida a tota la informació basada en aquella característica; dibuixos, propietats de massa, muntatges, etc.)
- Kinemàtica, comprovació d'interferències i holgures a muntatges
- Encaminament de mànegues i cables
- Envassat de components electrics
- Inclusió de codi de programació en un model per a controlar i relacionar els atributs desitjats del model
- Estudis i optimitzacions programables del disseny
- Rutines sofisticades d'anàlisi visual, per a fer esborranys, veure curvatures o continuïtat de corvatures.

## Programari CAD
Entre les aplicacions propietaries CAD més habituals hi figuren programaris com AutoCAD, Catia, SolidWorks, Pro/Engineer, Siemens NX (antigament Unigraphics), Solidedge, Spaceclaim i WorkNC-CAD. Dins l'esfera del programari lliure, hi figurem programaris com Qcad, Freecad, MeshLab.
També hi ha programari especialitzat a obrir, visualitzar i compartir arxius CAD generats per altres aplicacions. WorkXPlore 3D n'és un exemple.